# COMAL
Il COMAL, acronimo di Common Algorithmic Language, è un linguaggio di programmazione sviluppato nel 1973 in Danimarca da Benedict Løfstedt e Børge Christensen.
Il documento COMAL 80 Programming Language Report contiene la definizione formale del linguaggio.

## Caratteristiche
Il COMAL fu creato raggruppando le caratteristiche provenienti dai due linguaggi di programmazione BASIC e Pascal. Introduce inoltre il concetto di programmazione strutturata.

## Storia
All'inizio degli anni '80, Apple vinse un contratto per fornire i propri computer Apple II, dotati del sistema operativo CP/M e del linguaggio di programmazione COMAL, alle scuole secondarie irlandesi.

## Versioni disponibili
Il linguaggio COMAL è disponibile per:
- BBC Micro
- Commodore PET
- Commodore 64
- Amiga
- Compis
- Scandis
- CP/M
- IBM PC
- Tiki 100
- ZX Spectrum
- macOS
- OpenCOMAL per Unix, MS-DOS e Win32

## Esempi
Condizioni:
```
IF condition THEN
  instructions
ENDIF
```

Cicli:
```
FOR number:= 1 TO 1000 DO   
 PRINT number
ENDFOR
```

### Esempio di un programma
```
10 PAGE
20 FOR number:= 1 TO 10 DO
30  PRINT "ESEMPIO"
40 ENDFOR
50 END " "
```